# I
A letra I (i) é a nona letra do alfabeto latino básico.

## História
O ancestral fenício do nosso I, iode, significava "mão dobrada sobre pulso aberto de xerxes". O símbolo original fenício com o tempo assumiu a forma de ziguezague e foi adotado pelos gregos, e como era uma tendência grega simplificar os desenhos fenícios, o ziguezague se tornou uma linha reta e passou a se chamar iota (ι), que representava os sons de y e i. Para os romanos o iota representava os sons de i e de j e somente na Idade Média que a diferença entre essas duas letras apareceu.

## Fonética e códigos
I é uma vogal palatal, nona letra do alfabeto português. Pode ser oral (ti, vi, si) ou nasal (fim, mim, sim).

## Significados
- Commons
- Wikiquote
- Wikcionário

- I é o símbolo químico do iodo;
- i representa, em matemática, a Unidade imaginária do conjunto dos números complexos;
- I é também, no sistema de numeração romana, o símbolo da unidade (1);
- Em economia:
  - I representa o nível de investimento
  - i se define como a taxa de juros nominal
- Em física:
  - i, minúsculo, representa corrente elétrica alternada (medida em Ampère);
  - I, maiúsculo, representa corrente elétrica contínua (medida em Ampère).